# Tokunoshima

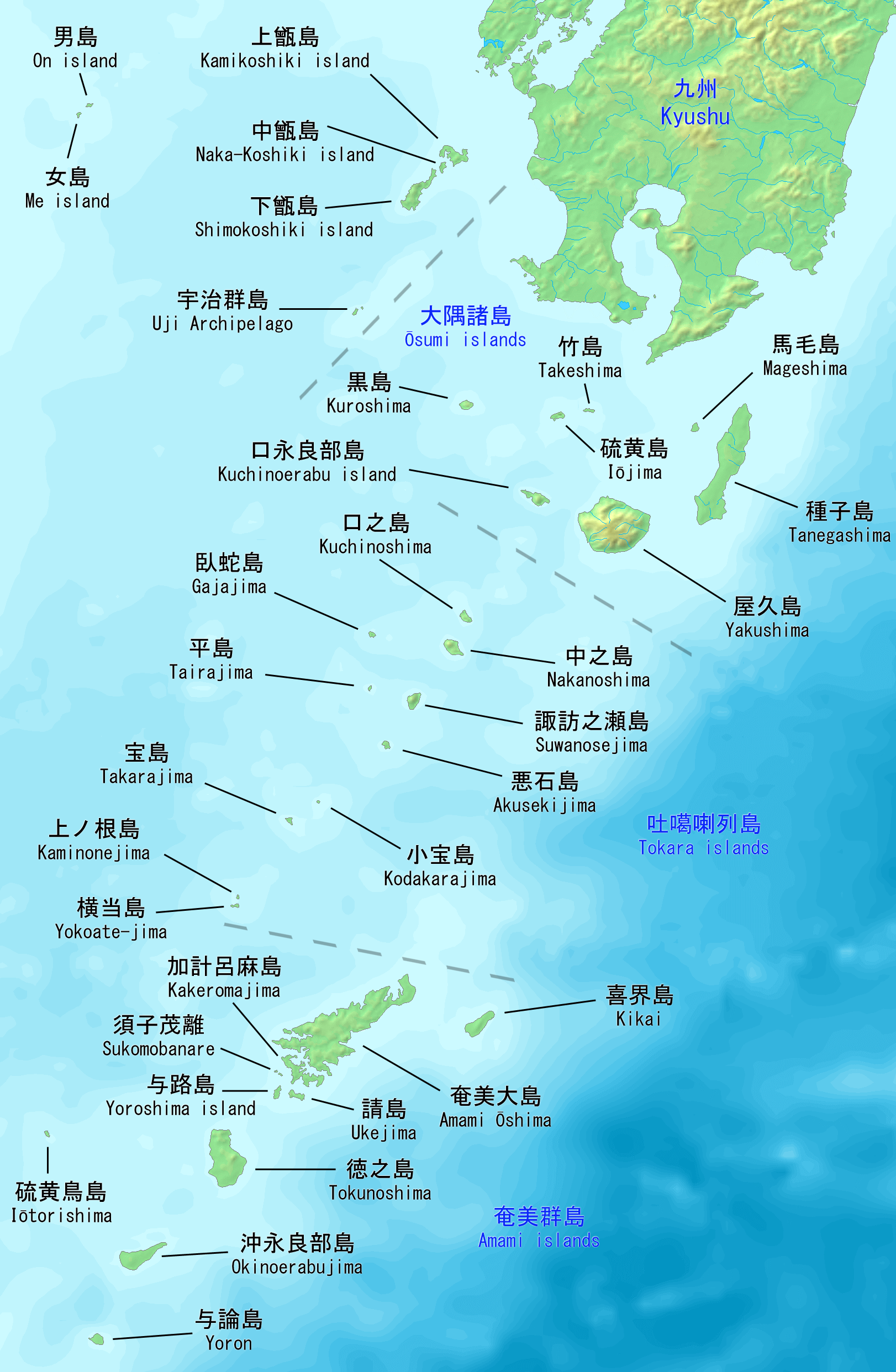
Lägeskarta

Tokunoshima (japanska  (徳之島?) Tokunoshima) är en ö bland Amamiöarna i nordvästra Stilla havet som tillhör Japan.

## Geografi
Tokunoshima ligger cirka 486 kilometer söder om ön Kyushu och cirka 100 km norr om ön Okinawa.
Ön är av vulkaniskt ursprung och har en areal om ca 247,8 km² med en längd på cirka 25 km och en bredd på cirka 18 km och den omges av ett korallrev. Klimatet är subtropiskt. Den högsta höjden är Mount Inokawa på cirka 645 m ö.h.
Befolkningen uppgår till cirka 25 500 invånare fördelade på de tre kommunerna Tokunoshima med cirka 12 000 invånare på öns östra del, Isen, cirka 7 000 på den södra delen och Amagi med cirka 6 500 på öns nordvästra del. Ön ligger i Kagoshima prefektur.
Öns flygplats Tokunoshima Kūkō (Tokunoshima Airport, flygplatskod "TKN") har kapacitet för lokalt flyg och ligger inom Amagi kommun på öns västra del, det finns även regelbundna färjeförbindelse med Kagoshima på fastlandet och med Okinawaön.

## Historia
Det är osäkert när öarna upptäcktes, de första dokumenterade omnämnandena finns i boken Nihonshoki från 720-talet.
Ön är känd för en särskild form av tjurfäktning bland Okinawaöarna "Tōgyū" eller "Ushi-zumo" med anor från tidiga 1600-talet (1).
Ön utgjorde fram till 1624 en del i det oberoende kungadöme, Kungariket Ryukyu.
1609 invaderades Ryūkyūriket av den japanska Satsumaklanen under den dåvarande Daimyo som då kontrollerade området i södra Japan. Ögruppen införlivades 1624 i Satsumariket.
1879 under Meijirestaurationen införlivades riket i Japan, och ön blev först del i länet Ōsumi no Kuni (Ōsumi provinsen) och senare del i Kagoshima prefekturen.
Under andra världskriget ockuperades området våren 1945 av USA som förvaltade öarna fram till 1953 då de återlämnades till Japan.